# Earomyia viridana
Earomyia viridana är en tvåvingeart som först beskrevs av Johann Wilhelm Meigen 1826.  Earomyia viridana ingår i släktet Earomyia och familjen stjärtflugor. Arten är reproducerande i Sverige. Inga underarter finns listade i Catalogue of Life.